# Línea N6 (EMT Madrid)
La línea N6 de la empresa municipal de autobuses de Madrid es una línea nocturna que conecta la Plaza de Cibeles con El Cañaveral.

## Características
La línea, al igual que la mayoría de las líneas nocturnas de Madrid de la red de búhos, empieza su camino en la plaza de Cibeles y sus horarios de salida de la misma coinciden de domingo a jueves con los de otras líneas para permitir el transbordo.
Además de unir el centro de Madrid con el barrio de El Cañaveral por la noche, atiende los barrios de Ibiza (Retiro); Ventas y Pueblo Nuevo (Ciudad Lineal); Arcos, Hellín, Amposta y Rosas (San Blas); y Casco Histórico de Vicálvaro y Valderrivas (Vicálvaro).
La anterior línea N6 (creada en octubre de 1974), unía la Puerta del Sol con Villaverde Alto, con un itinerario que combinaba los de las actuales líneas N14 y N15. En aquel momento, parte del recorrido actual de la línea N6 quedaba cubierto por la línea N2.
Al ampliarse la red nocturna de 11 a 20 líneas en mayo de 1994, la línea N6 pasó a realizar el recorrido Plaza de Cibeles - Las Musas, prácticamente igual al actual pero limitado a la calle Julia García Boután. Este recorrido se vio ampliado hasta el Paseo de Ginebra por el barrio de Las Rosas en octubre de 2002, al pasar la red nocturna de 20 a 26 líneas, cambiando la denominación por la actual.
El 10 de abril de 2023 la línea se amplía hasta el desarrollo urbanístico de El Cañaveral, dotando al nuevo barrio de un servicio nocturno de transporte. Allí establece un circuito neutralizado.

## Horarios
| Domingos a jueves y festivos           |                        |                        |                        |                        |                        |                        |                        |                        |                        |                        |                        |                        |                        |                        |                        |
| Cibeles > El Cañaveral                 | Cibeles > El Cañaveral | Cibeles > El Cañaveral | Cibeles > El Cañaveral | Cibeles > El Cañaveral | Cibeles > El Cañaveral | Cibeles > El Cañaveral | Cibeles > El Cañaveral | El Cañaveral > Cibeles | El Cañaveral > Cibeles | El Cañaveral > Cibeles | El Cañaveral > Cibeles | El Cañaveral > Cibeles | El Cañaveral > Cibeles | El Cañaveral > Cibeles | El Cañaveral > Cibeles |
| 00                                     | 01                     | 02                     | 03                     | 04                     | 05                     | 06                     | 07                     | 23                     | 00                     | 01                     | 02                     | 03                     | 04                     | 05                     | 06                     |
| 00 35                                  | 10 45                  | 20 55                  | 30                     | 05 40                  | 15                     |                        |                        | 30                     | 15                     | 00 35                  | 10 45                  | 20 55                  | 30                     | 05 40                  |                        |
| Viernes, sábados y vísperas de festivo |                        |                        |                        |                        |                        |                        |                        |                        |                        |                        |                        |                        |                        |                        |                        |
| Cibeles > El Cañaveral                 | Cibeles > El Cañaveral | Cibeles > El Cañaveral | Cibeles > El Cañaveral | Cibeles > El Cañaveral | Cibeles > El Cañaveral | Cibeles > El Cañaveral | Cibeles > El Cañaveral | El Cañaveral > Cibeles | El Cañaveral > Cibeles | El Cañaveral > Cibeles | El Cañaveral > Cibeles | El Cañaveral > Cibeles | El Cañaveral > Cibeles | El Cañaveral > Cibeles | El Cañaveral > Cibeles |
| 00                                     | 01                     | 02                     | 03                     | 04                     | 05                     | 06                     | 07                     | 23                     | 00                     | 01                     | 02                     | 03                     | 04                     | 05                     | 06                     |
| 00 20 40                               | 00 15 30 45            | 00 15 30 45            | 00 15 30 45            | 00 15 30 45            | 00 20 45               | 15                     | 00                     | 30 55                  | 15 35 55               | 15 35 55               | 10 25 40 55            | 10 25 40 55            | 10 30 50               | 10 30 50               | 15                     |
| Sólo sábados y vísperas de festivo     |                        |                        |                        |                        |                        |                        |                        |                        |                        |                        |                        |                        |                        |                        |                        |

## Recorrido y paradas
Partiendo de la Plaza de Cibeles, la línea se dirige hacia la calle de Alcalá en dirección al este. Recorre esta calle hasta pasada la Puerta de Alcalá, donde se desvía hacia la derecha circulando por la calle O'Donnell, que atraviesa en su tramo urbano.
Antes de llegar a la parte en que la calle O'Donnell se convierte en la M-23, la línea se desvía por la calle Alcalde Sainz de Baranda en dirección a La Elipa. Al final de esta calle cruza sobre la M-30 en un puente y se incorpora al otro lado a la Avenida del Marqués de Corbera.
Recorre esta avenida entera así como su continuación natural, la calle Francisco Villaespesa, que también recorre entera y sigue de frente por la calle Ascao, que recorre hasta la intersección con la calle Luis Ruiz, por la que circula hasta girar a la izquierda y tomar la calle Braulio Gutiérrez, por la cual sale a la calle de los Hermanos García Noblejas, que toma en sentido sur.
Circula por esta calle hasta la intersección con la calle Pobladura del Valle, donde gira a la izquierda para entrar por ésta y adentrarse en el distrito de San Blas-Canillejas. Recorre esta calle entera hasta desembocar en la Avenida de Canillejas a Vicálvaro, que toma hacia el norte hasta llegar a la intersección con la calle Julia García Boután, por la que circula girando a la derecha hasta que gira de nuevo a la derecha para circular por la calle Suecia, por la que llega al barrio de Las Rosas, y circula por el Paseo de Ginebra y la Avenida de Guadalajara.
Después toma la avenida de Canillejas a Vicálvaro para después girar hacia la calle Villablanca. En El Cañaveral, tomas las calles Boyer, Torrejón de la Calzada, avenida Miguel Delibes, Ilusión, Aloe Vera, Igualdad, avenida Blas de Lezo, Cerro del Tesoro, Suertes de la Villa, Alcalde Andrés Dávila, Luis Ocaña, Victoria Kent, Concejal Victorino Granizo y vuelta a la avenida Miguel Delibes.
A partir de aquí el recorrido de vuelta es igual al de ida pero en sentido contrario salvo en el barrio de Pueblo Nuevo, donde la línea se incorpora directamente a la calle Ascao desde la calle de los Hermanos García Noblejas, sin circular por las calles Luis Ruiz ni Braulio Gutiérrez.

### Sentido El Cañaveral
| Código | Parada                                         | Común con         | Conexiones con Metro   | Otros |
| ------ | ---------------------------------------------- | ----------------- | ---------------------- | --- |
| 70     | CIBELES                                        | N5 N7             | Banco de España        | Líneas N1, N2, N3, N4, N5, N6, N7, N8, N9, N10, N11, N12, N13, N14, N15, N16, N17, N18, N19, N20, N21, N22, N23, N24, N25, N26 y Exprés Aeropuerto (N27) |
| 162    | Puerta de Alcalá-Retiro                        | N2 N3 N5 N7 N8    | Retiro                 | |
| 3686   | O'Donnell-Retiro                               |                   |                        | |
| 157    | O'Donnell-Narváez                              |                   |                        | |
| 155    | O'Donnell-Maiquez                              |                   |                        | |
| 153    | Metro O'Donnell                                | Exprés Aeropuerto | O'Donnell              | NC1 NC2 |
| 2168   | Torrespaña                                     |                   |                        | |
| 958    | Marqués de Corbera-Ricardo Ortiz               |                   |                        | |
| 960    | Marqués de Corbera-Montejurra                  |                   |                        | |
| 962    | Marqués de Corbera-Gerardo Cordón              |                   | La Elipa               | |
| 966    | Marqués de Corbera-Avenida de Daroca           |                   |                        | |
| 968    | Francisco Villaespesa-Lago Constanza           |                   |                        | |
| 970    | Francisco Villaespesa-Ezequiel Solana          |                   |                        | |
| 4462   | Ascao                                          |                   | Ascao                  | |
| 974    | Ascao-Luis Ruiz                                |                   |                        | |
| 976    | Luis Ruiz                                      |                   |                        | |
| 977    | Braulio Gutiérrez                              |                   |                        | |
| 244    | Metro García Noblejas                          | N203              | García Noblejas        | |
| 4708   | Hermanos García Noblejas-Gandhi                | N203              |                        | |
| 250    | Hermanos García Noblejas-Centro Salud          | N203              |                        | |
| 2338   | Pobladura del Valle-Arcos de Jalón             |                   |                        | |
| 2340   | Pobladura del Valle-San Román del Valle        |                   |                        | |
| 2342   | Amposta-Pobladura del Valle                    |                   |                        | |
| 3408   | Pobladura del Valle-Alconera                   |                   |                        | |
| 2353   | Metro San Blas                                 |                   | San Blas               | |
| 4522   | Avenida de Canillejas-Pobladura Valle          |                   |                        | |
| 5238   | Avenida Canillejas-Julia García Boután         |                   |                        | |
| 4443   | Julia García Boután-Niza                       |                   |                        | |
| 4416   | Suecia-Manchester                              |                   |                        | |
| 4414   | Suecia-Bucarest                                |                   |                        | |
| 1070   | Las Rosas                                      |                   | Las Rosas              | |
| 4197   | Avenida de Canillejas-Aquitania                |                   | Avenida de Guadalajara | |
| 4559   | Villablanca-Lago Van                           |                   |                        | |
| 4563   | Villablanca-Sepiolita                          | N7                |                        | |
| 3875   | Villablanca-Gran Vía del Este                  | N7                |                        | |
| 4796   | Torrejón de la Calzada-Cerceda                 |                   |                        | |
| 4801   | Miguel Delibes-Alto del Esparragal             |                   |                        | |
| 51003  | Miguel Delibes-Mario Moreno Cantinflas         |                   |                        | |
| 5049   | Blas de Lezo-Ilusión                           |                   |                        | |
| 5937   | EL CAÑAVERAL (C/ Alcalde Andrés Madrid Dávila) |                   |                        | |

### Sentido Cibeles
| Código | Parada                                         | Común con | Conexiones con Metro   | Otros |
| ------ | ---------------------------------------------- | --------- | ---------------------- | --- |
| 5937   | EL CAÑAVERAL (C/ Alcalde Andrés Madrid Dávila) |           |                        | |
| 5310   | Luis Ocaña-Gales                               |           |                        | |
| 5304   | Victoria Kent-Arroyo Cañaveral                 |           |                        | |
| 50007  | Concejal V. Granizo-Victoria Kent              |           |                        | |
| 4722   | Miguel Delibes-Cantinflas                      |           |                        | |
| 4803   | Miguel Delibes-Alto del Esparragal             |           |                        | |
| 4797   | Torrejón de la Calzada-Cerceda                 |           |                        | |
| 3876   | Villablanca-Gran Vía del Este                  | N7        |                        | |
| 4564   | Villablanca-Sepiolita                          | N7        |                        | |
| 4560   | Villablanca-Lago Van                           |           |                        | |
| 4611   | Avenida de Canillejas-Suecia                   | N7        | Avenida de Guadalajara | |
| 4451   | Las Rosas                                      |           | Las Rosas              | |
| 4413   | Suecia-Bucarest                                |           |                        | |
| 4415   | Suecia-Manchester                              |           |                        | |
| 4444   | Julia García Boután-Niza                       |           |                        | |
| 3410   | Avenida Canillejas-Julia García Boután         |           |                        | |
| 4523   | Avenida de Canillejas-Pobladura del Valle      |           |                        | |
| 2352   | Metro San Blas                                 |           | San Blas               | |
| 2354   | Pobladura del Valle-Alconera                   |           |                        | |
| 2343   | Amposta-Pobladura del Valle                    |           |                        | |
| 2341   | Pobladura del Valle-San Román del Valle        |           |                        | |
| 2339   | Pobladura del Valle-Arcos de Jalón             |           |                        | |
| 252    | Hermanos García Noblejas-Centro Salud          | N203      |                        | |
| 248    | Hermanos García Noblejas-Gandhi                | N203      |                        | |
| 245    | Metro García Noblejas                          | N203      | García Noblejas        | |
| 999    | Ascao-Julián Camarillo                         |           |                        | |
| 975    | Ascao-Luis Ruiz                                |           |                        | |
| 5510   | Ascao                                          |           | Ascao                  | |
| 971    | Francisco Villaespesa-Ezequiel Solana          |           |                        | |
| 969    | Francisco Villaespesa-Lago Constanza           |           |                        | |
| 967    | Francisco Villaespesa-Hermanos Gómez           |           |                        | |
| 965    | Metro La Elipa                                 |           | La Elipa               | |
| 961    | Marqués de Corbera-Montejurra                  |           |                        | |
| 959    | Marqués de Corbera-Ricardo Ortiz               |           |                        | |
| 2169   | Torrespaña                                     |           |                        | |
| 152    | Doctor Esquerdo-O'Donnell                      |           | O'Donnell              | NC1 NC2 |
| 154    | O'Donnell-Maiquez                              |           |                        | |
| 156    | O'Donnell-Narváez                              |           |                        | |
| 158    | O'Donnell-Retiro                               | N8        |                        | |
| 161    | Puerta de Alcalá                               | N4 N5 N7  | Retiro                 | |
| 70     | CIBELES                                        | N5 N7     | Banco de España        | Líneas N1, N2, N3, N4, N5, N6, N7, N8, N9, N10, N11, N12, N13, N14, N15, N16, N17, N18, N19, N20, N21, N22, N23, N24, N25, N26 y Exprés Aeropuerto (N27) |

## Galería de imágenes

Mapa zonal de la estación de metro de Ascao con los recorridos de las líneas de autobuses, entre las que aparece el N6.
Mapa del barrio de Pueblo Nuevo con los recorridos de las líneas de autobuses, entre las que aparece el N6.